# Fueloil

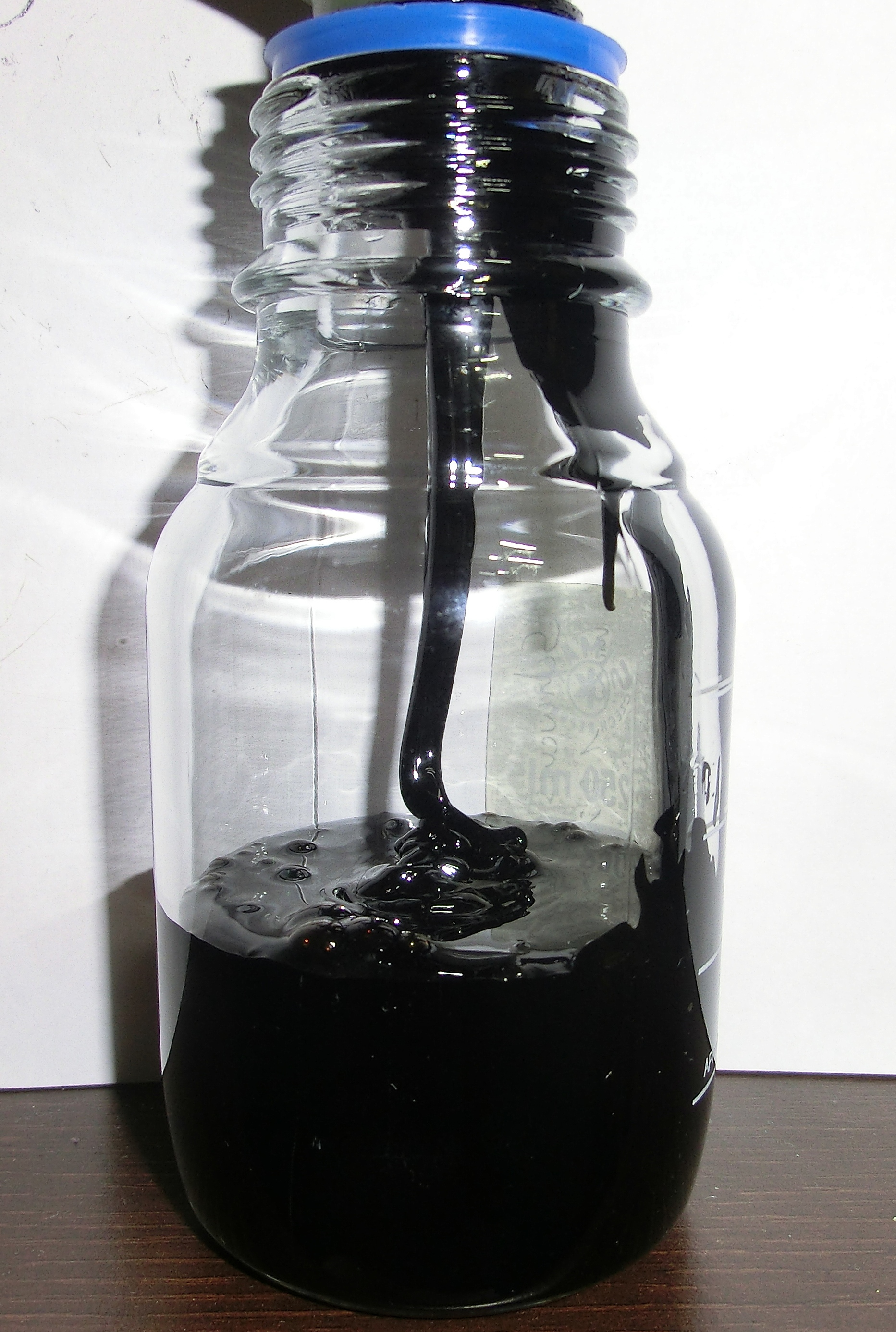
Una muestra de fuel oil residual.

El fueloil (del inglés fuel oil), fuel, fuelóleo o combustóleo es una fracción del petróleo que se obtiene como residuo en la destilación fraccionada. De aquí se obtiene entre un 30 y un 50 % de esta sustancia. Es el combustible más pesado de los que se pueden destilar a presión atmosférica. Está compuesto por moléculas con más de 20 átomos de carbono y su color es negro. Se usa como combustible para plantas de energía eléctrica, calderas y hornos.
Por otra parte, también se trata en procesos a menor presión para poder ser destilado y así obtener las fracciones más pesadas del petróleo, como los aceites lubricantes y el asfalto, entre otros.
No debe confundirse con el gasóleo ni con el aceite lubricante para motores Diesel.

## Clases
Se clasifica en seis clases, enumeradas del 1 al 6, de acuerdo a su punto de ebullición, su composición y su uso. El punto de ebullición, que varía de los 175 a 600 °C (347 a 1112 °F); la longitud de la cadena de carbono, de 9 a 70 átomos; y la viscosidad aumentan con el número de carbonos de la molécula, por ello los más pesados deben calentarse para que fluyan. El precio generalmente decrece a medida que el número aumenta.
Los fueloil n.º 1, fueloil n.º 2 y fueloil n.º 3 se llaman de diferentes formas: fueloil destilado, fueloil diésel, fueloil ligero, gasóleo o simplemente destilados. Por ejemplo, el fueloil n.º 2, destilado n.º 2 y fueloil diésel n.º 2 son casi lo mismo, aunque el diésel es diferente porque tiene un índice de cetano, el cual describe la calidad de la ignición de combustibles.
El gasóleo hace referencia al proceso de destilación. El crudo se calienta, se gasifica y luego se condensa. 
- Número 1 es similar al queroseno y es la fracción que hierve justo luego de la gasolina.
- Número 2 es el combustible que usan los motores diésel para maquinaria y vehículos ligeros, hasta camiones de gran capacidad.
- Número 3 es un combustible destilado que es usado raramente.
- Número 4 es usualmente una mezcla de fuelóleo destilado y de residuos, tales como n.º 2 y 6. Sin embargo, algunas veces es solamente un fuerte destilado. n.º 4 puede ser clasificado como diésel, destilado o fueloil residual.
- Los Número 5 y Número 6 son conocidos como fueloil residual (RFO por sus siglas en inglés) o fueloil pesado. En general se produce más Número 6 que Número 5. Los términos «fueloil pesado» y «fueloil residual» son usados como los nombres para Número 6. Número 5 y 6 son los remanentes del crudo luego de que la gasolina y el fueloil destilado, son extraídos a través de la destilación. El fueloil Número 5 es una mezcla de 75-80 % de Número 6 y 25-20 % de Número 2. Número 6 puede contener también una pequeña cantidad de núm. 2 para cumplir con ciertas especificaciones.

Los fueloil residuales son llamados algunas veces «ligeros» cuando han sido mezclados con fueloil destilado, mientras que los destilados son llamados «pesados» cuando han sido mezclados con fueloil residual. El gasóleo pesado, por ejemplo, es un destilado que contiene fueloil residual.[cita requerida]

## Combustible bunker
Las pequeñas moléculas, como las de gas propano, nafta de petróleo, gasolina para automóviles y el combustible de turbina de aviación, tienen puntos de ebullición relativamente bajos, que se separan al comienzo del proceso de destilación fraccionada. Los productos de petróleo más pesados, tales como el gasóleo, así como el aceite lubricante, se precipitan más despacio, y el bunker se ubica literalmente al fondo del barril. La única sustancia más densa que el combustible bunker, es el residuo que se mezcla con brea para pavimentar calles y sellar techos.
El combustible bunker es técnicamente cualquier tipo de combustible derivado del petróleo usado en motores marinos. Recibe su nombre en inglés, de los contenedores en barcos y en los puertos en donde se almacena. Cuando se usaban barcos a vapor se tenían bunkers de carbón, pero actualmente los mismos depósitos se usan para combustible bunker. La oficina de Impuestos y Aduana Australiana define el combustible bunker como el combustible que alimenta el motor de un barco o de una aeronave. Combustible Bunker A equivale a fueloil núm. 2, combustible bunker B equivale a fueloil núm. 4 o núm. 5 y combustible C equivale a fueloil núm. 6. Debido a que núm. 6 es el más común, se usa la locución "combustible bunker" como un sinónimo para fueloil núm. 6. Al fueloil núm. 5 se la llama también navy special fuel oil o sencillamente navy special, los fueloil núm. 6 o 5 también son llamados furnace fuel oil (FFO); debido a su alta viscosidad requieren calentamiento, usualmente lograda por medio de un sistema de circulación continua a baja presión de vapor, antes de que el combustible sea bombeado desde el tanque de combustible bunker. En el contexto de los barcos, la nomenclatura tal y como ha sido descrita con anterioridad, es usada actualmente.[cita requerida]